# は〜りぃふぉっくす雪の魔王編
『は〜りぃふぉっくす雪の魔王編』（は〜りぃふぉっくす ゆきのまおうへん）は、1986年にマイクロキャビンより各社パソコン向けに発売されたコマンド入力型アドベンチャーゲーム。プロジェクトEGGにてWindows移植版も発売されている（PC-8801版、PC-6001mkII版をエミュレート）。但し、Windows移植版のタイトルは『は〜りぃふぉっくす雪の魔王』（編が抜けている）となっており、一部の場面で唱える呪文も異なる。

## 概要
『は〜りぃふぉっくす』の続編となるアドベンチャーゲーム。前作で登場した病気の子キツネが本作の主人公となる。登場キャラクターの大半は動物となっており、動物たちの生態を考慮した会話が必要とされる場面も多数登場する。童話風の可愛い絵柄である反面、主人公に襲い掛かる雪の世界（熊、雪山の猟師など）は厳しく、そのギャップが特徴的である。理不尽な謎はほとんどなく、一度であればゲームオーバーを回避することも可能であるなど、前作に比べて易しくなっている。
なお、前作の『は〜りぃふぉっくす』は、マイクロキャビンが主催する、第1回アドベンチャー・ゲーム・コンテストのストーリー部門受賞作品である。

## ストーリー
長い長い冬がロムスの森を襲った。寒さにうち震え、次々と倒れていく動物たち。そして子キツネの母も息絶えてしまった。

その日は朝からひどい吹雪だった。雪をついて狩りに出た母子だったが、途中、子キツネは母キツネを見失ってしまう。必死で探しまわり、やっと母を見つけたのだが……間に合わなかった。

子キツネは、やり場のない悲しみを一人の少女への想いに託す。名前はマリ。1年前、雪の中に倒れた子キツネを優しく看病してくれたあの時の少女に会いたい。

雪の止んだある日のこと、子キツネは銀世界の中を走り出す。

## 操作方法
テキスト入力型のアドベンチャーゲームである。前作と同様、移動はカーソルキーによって行い、その他の行動は「動詞＋名詞」（あるいは「名詞＋動詞」）のスタイルでのテキスト入力（カタカナ）で行う。また、「はっぱ」を消費して他のキャラクターや人物に「ばける」ことができるなど、特殊な行動も可能である。以下は、特別な行動を行う際のコマンド群である。
ばける
「はっぱ」を消費して他のキャラクターや人物に「ばける」ことができる。「はっぱ」の枚数による使用制限があり、「ばける」の使いどころはクリアの鍵の一つである。
にげる
「おふだ」を消費して危険から逃げることができる。「おふだ」は1枚しかないため、この方法で逃げることができるのは1度きりである。
きろく
ゲーム途中でセーブすることができる。
もちもの
もちものを確認することができる。
上記以外に、いくつかの場面で呪文の入力が必要とされる。どのような呪文を唱える必要があるかについては、さまざまな登場キャラクターが教えてくれる。

## 主な登場キャラクター
母キツネ
前作の主人公。本作ではオープニング内で、食べ物を探している中、雪山で命を落としてしまう。
子キツネ
前作終盤に登場した病気の子キツネ。本作の主人公。「葉っぱ」を使う（消費する）ことで他のキャラクターや人物に「化ける」ことができる。
マリ
人間。前作、子キツネを看病した少女。本作のヒロインで、雪の魔王にさらわれてしまう。
サトミ
人間。マリの友人。マリが雪の魔王に連れ去られたことを聞かされる。また、マリの祖父ジークがショックで亡くなってしまったとも聞かされる。
黒キツネ
パロの山で登場する、雪の魔王と噂される動物。
テシ
人間。魔王を倒すために必要なあるアイテムをくれる。
マリの亡霊？
実は同郷の女の子キツネが化けたものであった。主人公を追いかけてくる異性キャラクターは定番キャラクターの一つ。
雪の魔王
マリを連れ去った雪の魔王の正体は如何に？

## 舞台
シタンの町
物語開始の舞台。マリが住んでいるはずであったが……。
パロの山
黒キツネと出会う場所。次の舞台へは、湖に阻まれている。
キッドの森
森の奥、キッドの村には、テシが住んでいるという。
チロヌップの山
魔王が住むといわれている雪の城がある。

## その他
- は〜りぃとは、母キツネや子キツネの名字である。
- 前作と違い、マップが一方通行ではなくなっている。
- MSXのROM版のみ、パッケージが実写のキツネの写真に変更されている。

## 関連作品
- は〜りぃふぉっくす
- マイクロキャビン